# 알리나 보즈
알리나 보즈(튀르키예어: Alina Boz, 러시아어: Алина Боз, 1998년 6월 14일 ~ )는 튀르키예의 배우, 모델이다. 넷플릭스 드라마 《러브 101》의 알프 나브루즈 역으로 잘 알려져 있다.